# Бааль, Вольдемар Иванович
Вольдема́р (Влади́мир) Ива́нович Баа́ль (17 июля 1936 — 24 января 2011 года) — русский советский и латвийский писатель.

## Биография
Родился в АССР немцев Поволжья (ныне Саратовская область) (по другим данным в селе Вахрушево Красноярского края) — отсюда немецкая форма имени Владимир, вписанная в метрику. Детство провел в Красноярском крае. Работал учителем сельской школы, шахтёром, слесарем, матросом и кочегаром на речном судне. Позже поступил в Карагандинский горный институт, затем перешёл на инженерно-механический факультет Красноярского сельскохозяйственного института. Работал на торфозаводе в Латвии. В 1962 году поступил в Литературный институт им. А. М. Горького, окончил его в 1969. Работал журналистом на радио и в прессе Латвии. С 1960 года жил в Латвии.
Был членом Союза писателей СССР. Член Союза писателей Латвии.

## Творчество
Начал печататься в 1956 году.
Автор произведений о жизни сибирского села («Бахровские повести», «Из пункта А…» и др.) и на производственную тему («День и ночь» и др.).
Работал также в жанре фантастики. Первая публикация в этом жанре — повесть «Платиновый обруч» (1981) — представляет собой синтез сказки с фантастикой: инопланетяне проводят на Земле эксперимент с Платиновым Обручем, исполняющим желания, и следят за эволюцией тех, кто им воспользовался. В повести «Эксперимент» (1985) роботы, притворяясь слугами людей, изучают человеческие эмоции и проводят над людьми эксперименты. Роман «Источник забвения» (1985) повествует об ответственности ученого перед обществом: совершив серьёзное открытие, герой романа не спешит реализовать его. Как правило, фантастический антураж используется автором лишь чтобы подчеркнуть актуальность содержания произведения.
Произведения Бааля переведены на латышский, немецкий, болгарский, казахский и другие языки.

## Публикации

### Книги
- Бааль В. Голоса. — Рига: Лиесма, 1968.
- Бааль В. Бахровские повести. — М.: Советский писатель, 1974.
- Бааль В. День и ночь : Роман. — Рига: Лиесма, 1980. — 429 с.
- Бааль В. Золотая : Роман. — Рига: Лиесма, 1982. — 430 с.
- Бааль В. Из пункта А...: Роман. — М.: Советский писатель, 1983. — 327 с.
- Бааль В. Источник забвения: Роман. — Рига: Лиесма, 1985. — С. 363. — 50 000 экз.
- Бааль В. Бахровский круг : Рассказы и роман. — Рига: Лиесма, 1986. — 430 с.
- Бааль В. Из пункта А... : Роман / Перевела с рус. на латыш. И. Калнциема. — Рига: Лиесма, 1989. — 348 с. — ISBN 5-410-00114-1.

### Отдельные публикации
- Бааль В. Платиновый обруч: Фантаст. повесть. // Даугава. — 1981. — № 6. — С. 53-90.
- Бааль В. Платиновый обруч: Фантаст. повесть // Лабиринт: Фантаст. произведения. — Рига: Лиесма, 1982. — С. 174-242.
- Бааль В. Эксперимент: Повесть // Хрустальная медуза: Фантаст. произведения. — Рига: Лиесма, 1985. — С. 140-182.
- Бааль В. Эксперимент // Даугава. — 1986. — № 5. — С. 53-90.
- Бааль В. Эксперимент // Лабиринт: Фантаст. произведения. — Рига: ЛИА "ЛИТ", 1990.

### Предисловия для других авторов
- Яворская А. Загон ягнят: повесть. / Предисловие В.Бааля. — Рига: Jumi, 2001. — 55 с. — ISBN 9984-60-698-8.